# Jiedong
Jiedong léase Chié-Dong (en chino simplificado, 揭东区; pinyin, Jiēdōng qū) es un distrito urbano bajo la administración directa de la ciudad-prefectura de Jieyang. Se ubica al este de la provincia de Cantón, en el sur de la República Popular China. Su área es de 709 km² y su población total para 2018 fue cerca al millón de habitantes.

## Administración
El distrito de Jiedong se divide en 13 pueblos que se administran en 2 subdistritos y 11 poblados.